# Цюрихський путч

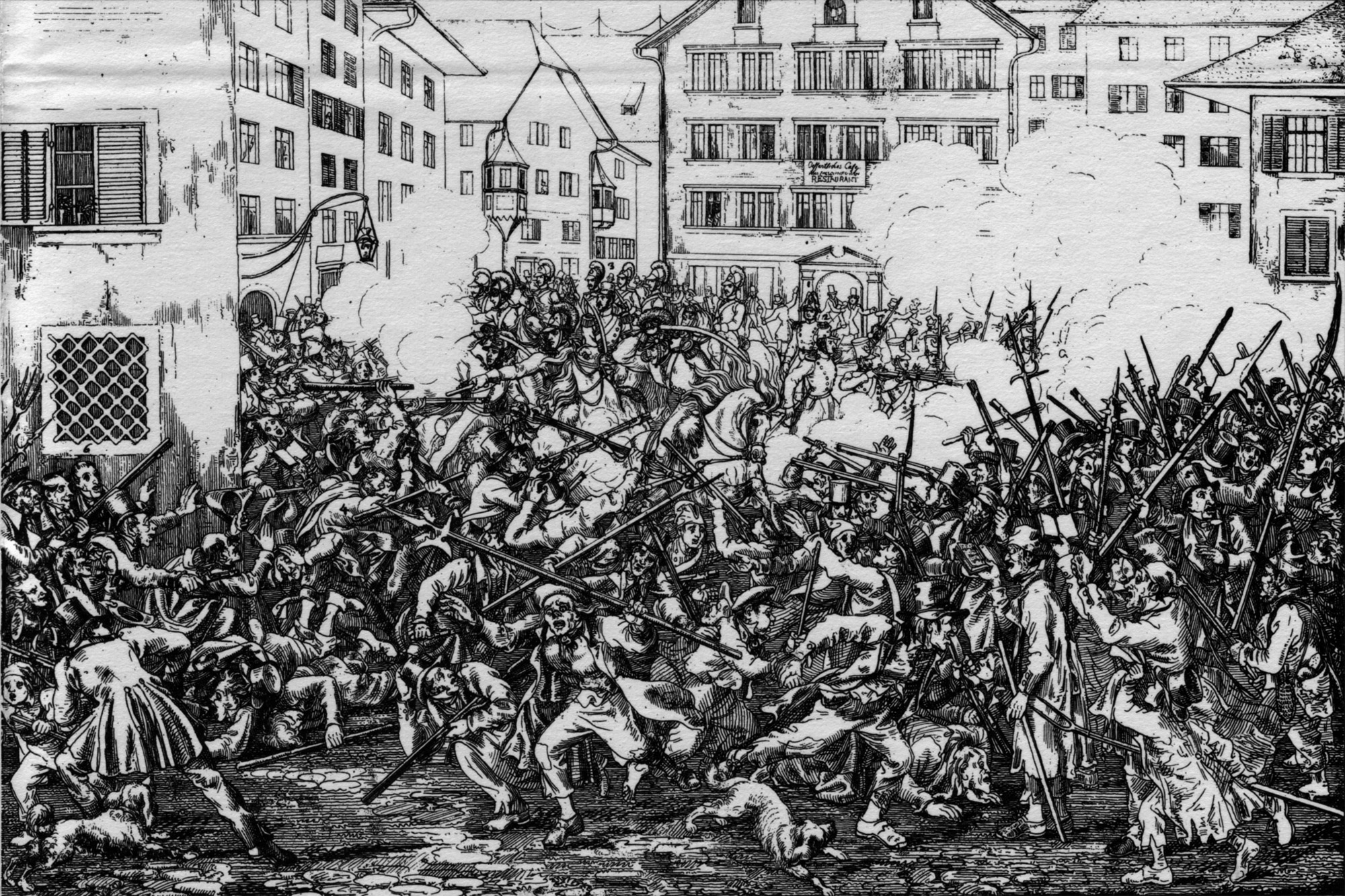
«6 місяця осені 1839 року в Цюриху» — сучасна карикатура на Цюрихський путч Мартіна Дістелі (1802—1844)

Цюрихський путч (нім. Züriputsch) — селянські заворушення та державний переворот у кантоні Цюрих, здійснений 6 вересня 1839 року, спричинені запрошенням на роботу в місцевому університеті відомого ліберала Давида Штрауса.
1839 року урядова рада, після трирічної боротьби як усередині її самої, так і в усій країні, що викликала величезну полемічну літературу, запросила Штрауса на вакантну кафедру в Цюрихському університеті. Це рішення, ухвалене більшістю 15 голосів проти 3, викликало обурення у значної частини населення, водночас місто Цюрих переважно підтримувало уряд, тоді як у селах вели посилену агітацію проти нього; подали петицію з проханням скасувати запрошення з 39 225 підписами. Урядова рада поступилася та дала відставку Штраусу з пенсією, ще до того, як він приступив до виконання своїх обов'язків.
Проте заворушення не вщухли. У навколишніх селах під впливом клерикальної пропаганди було створено ополчення з 8 000 осіб, яке увійшло в Цюрих. У вуличних сутичках постраждало 13 осіб; відомого ботаніка Йоганнеса Гегечвайлера, який представляв міську владу в переговорах, було вбито випадковою кулею путчистів. Уряд кантону подав у відставку, поступившись місцем консерваторам на чолі з Блюнчлі. Цюрихський путч популяризував слово «путч».